# Oplichters in het buitenland
Oplichters in het buitenland is een Nederlands reportageprogramma uitgezonden door SBS6, waarin programmamaker en presentator Kees van der Spek met zijn team naar diverse landen afreist om daar met een verborgen camera opnamen te maken van de diverse oplichtingspraktijken. Als herkenningsmelodie wordt het nummer "I need a dollar" van Aloe Blacc gebruikt.

## Seizoenen
| Seizoen | Afleveringen | Uitzenddatum                     |
| ------- | ------------ | -------------------------------- |
| 1       | 6            | 31 maart 2013 – 5 mei 2013       |
| 2       | 8            | 2 maart 2014 – 20 april 2014     |
| 3       | 6            | 26 januari 2015 – 1 maart 2015   |
| 4       | 6            | 3 januari 2016 – 7 februari 2016 |
| 5       | 6            | 9 april 2017 – 14 mei 2017       |
| 6       | 6            | 19 april 2018 – 24 mei 2018      |

## Seizoen 1 (2013)
| Aflevering (seizoen) | Aflevering (serie) | Locatie        | Datum         | Kijkcijfers | Inhoud |
| -------------------- | ------------------ | -------------- | ------------- | ----------- | --- |
| 1                    | 1                  | Bali           | 31 maart 2013 | 711.000     | Centraal staat een timesharezwendel waarin toeristen worden misleid en onder druk gezet wurgcontracten te tekenen. Ook wordt aandacht besteed aan corrupte agenten en malafide geldwisselaars. |
| 2                    | 2                  | Vietnam        | 7 april 2013  | 817.000     | In Ho Chi Minhstad is een Filipijnse bende actief die toeristen met een voorwendel meelokt, drogeert, en ze vervolgens voor veel geld aan een blackjackspel proberen mee te laten spelen dat ze (uiteraard) verliezen. De bende heeft zelfs de politie omgekocht en het lukt niet hen te lokaliseren. |
| 3                    | 3                  | Marrakech      | 14 april 2013 | 688.000     | In en rond de stad trachten taxichauffeurs en jongeren op straat toeristen voortdurend op agressieve wijze naar (te) dure winkels en restaurants mee te tronen. Ook de gekochte producten blijken inferieur.                                                                                          |
| 4                    | 4                  | Thailand       | 21 april 2013 | 902.000     | Centraal staat juwelenzwendel: oplichters lokken toeristen mee naar winkels waar sieraden worden verkocht die zogenaamd in Europa en Amerika makkelijk het twee- tot drievoudige kunnen opbrengen. De sieraden blijken inferieur en onverkoopbaar.                                                    |
| 5                    | 5                  | Istanboel      | 28 april 2013 | 1.054.000   | Hier wordt onder andere aandacht besteed aan barzwendel: een oplichter lokt een toerist een bar in om enkele drankjes te drinken, waarna de rekening torenhoog (tot honderden euro's) blijkt. |
| 6                    | 6                  | Rio de Janeiro | 5 mei 2013    | 698.000     | Aandacht wordt besteed aan de duistere kant van het welbekende carnaval van Rio. |

## Seizoen 2 (2014)
| Aflevering (seizoen) | Aflevering (serie) | Locatie   | Datum         | Kijkcijfers | Inhoud |
| -------------------- | ------------------ | --------- | ------------- | ----------- | --- |
| 1                    | 7                  | Boedapest | 2 maart 2014  | 688.000     | Wederom wordt aandacht besteed aan barzwendel en malafide geldwisselaars. Verder verkoopt een bende niet van echt te onderscheiden maar vrijwel onbruikbare iPhones aan toeristen. |
| 2                    | 8                  | Tunesië   | 9 maart 2014  | 931.000     | Centraal staat het fenomeen 'bezness': een vorm van romantische fraude, waarbij jonge mannen vrouwelijke toeristen proberen te verleiden om hen vervolgens financieel uit te kleden. |
| 3                    | 9                  | Shanghai  | 16 maart 2014 | 1.067.000   | Van der Spek toont varianten van de barzwendel truc in Shanghai, hier gaat het om te dure theehuizen en restaurants. Ook onthult hij een truc waarbij toeristen worden meegelokt voor een massage en vervolgens afgeperst. Hij wordt hier zelf vastgehouden en bedreigd, maar uiteindelijk wordt de bende opgepakt door de Chinese autoriteiten.                                                                           |
| 4                    | 10                 | Jamaica   | 23 maart 2014 | 810.000     | Van der Spek gaat op zoek naar oplichters die een huwelijksreis van een Nederlands koppel hadden bedorven door hen een rondleiding op te dringen en zich duur te laten betalen. Uiteindelijk vindt hij ze terug en bieden ze op televisie hun excuses aan. |
| 5                    | 11                 | Cambodja  | 30 maart 2014 | 879.000     | In Phnom Penh traceert Van der Spek deze keer met meer succes de Filipijnse blackjackzwendelaars, die ook hier actief zijn. Hij wordt meegetroond naar een huis maar als hij weigert een (waarschijnlijk gedrogeerde) maaltijd te eten wordt hij het huis uitgezet. Wel is de politie geïnformeerd en deze houdt de oplichters nu scherp in de gaten.                                                                      |
| 6                    | 12                 | Gambia    | 6 april 2014  | 906.000     | Van der Spek ontdekt een 'boiler room' vol computers waarin oplichters en oplichtsters Nigeriaanse fraude uitvoeren. Ze proberen personen uit rijke landen via internet te verleiden om hen vervolgens over te halen tot het overmaken van geld. De oplichters en oplichtsters zelf doen het overigens ook maar om een boterham te kunnen verdienen en worden niet rijkelijk betaald; de bazen strijken het grote geld op. |
| 7                    | 13                 | Mexico    | 13 april 2014 | 833.000     | Hierin wordt aandacht besteed aan verschillende oplichtingstrucs in Tijuana, soms uitgevoerd door corrupte politieagenten. |
| 8                    | 14                 | Parijs    | 20 april 2014 | 925.000     | Centraal staat het gokspelletje balletje-balletje. Van der Spek weet het te kraken en een spelletje te winnen waarna zowel de organisator als de omstanders (handlangers) zich tegen hem keren. Ook wordt aandacht besteed aan allerlei andere bekende en minder bekende oplichtingstrucs op straat en in de metro. |

## Seizoen 3 (2015)
| Aflevering (seizoen) | Aflevering (serie) | Locatie      | Datum            | Kijkcijfers | Inhoud |
| -------------------- | ------------------ | ------------ | ---------------- | ----------- | --- |
| 1                    | 15                 | Kuala Lumpur | 26 januari 2015  | 505.000     | In deze aflevering onthult Van der Spek de handel in valse smartphones, raakt hij betrokken bij een taxioorlog en wordt hij op geraffineerde wijze gedrogeerd. |
| 2                    | 16                 | Cuba         | 2 februari 2015  | 518.000     | Van der Spek raakt verzeild in de wereld van Cubaanse nepsigaren. De sigaren zijn van tabaksafval gemaakt en blijven niet branden. Daarnaast toont hij aan dat elke toerist voor een aanzienlijk bedrag wordt opgelicht bij het geldwisselkantoor op de luchthaven. |
| 3                    | 17                 | Barcelona    | 9 februari 2015  | 591.000     | In Barcelona, de hoofdstad van het zakkenrollen, probeert Van der Spek een bende zakkenrollers, die voornamelijk in de metro actief is, op te sporen en hun methodes vast te leggen. De politie straft de zakkenrollers erg mild. De zakkenrollers kunnen de volgende dag weer hun gang gaan. Dit staat in sterk contrast met de harde aanpak van straatverkopers zonder vergunning. |
| 4                    | 18                 | Buenos Aires | 16 februari 2015 | 440.000     | Ditmaal is Van der Spek afgereisd naar de hoofdstad van Argentinië om (vals) geld te onderzoeken. Officiële wisselkantoren geven een eerlijke koers als euro's of dollars worden omgewisseld naar Argentijnse peso's. De zwarte handel op straat geeft een hogere koers tot wel 50%. Wanneer Argentijnse peso's worden omgewisseld naar euro's of dollars geven officiële wisselkantoren gewoon de gewenste hoeveelheid terug. Wanneer er via de zwarte handel op straat van peso's naar euro's of dollars wordt omgewisseld dan krijgt men valse euro's of dollars terug. Ten grondslag hieraan ligt de alsmaar dalende koers van de Argentijnse peso, wat de overheid probeert te bestrijden met koersvast geld. |
| 5                    | 19                 | Manilla      | 23 februari 2015 | 525.000     | In Manilla, de hoofdstad van de Filipijnen, komt Van der Spek nogmaals op het spoor van de Filipijnse blackjackbende. Hij weet tijdig weg te komen en confronteert een van de oplichters. Ook komt hij op het spoor van zwendel met vervalste antieke munten, en ontdekt dat deze door een bende fabrieksmatig worden geproduceerd om aan toeristen te verkopen. |
| 6                    | 20                 | Praag        | 1 maart 2015     | 893.000     | In Praag laat Van der Spek de prijsverschillen tussen identieke taxiritjes zien en het sterke fluctueren van de wisselkoers. Daarnaast wordt hij op straat opgelicht doordat hij geen Tsjechische kronen ontvangt, maar Wit-Russische roebels, die veel minder waard zijn. |

## Seizoen 4 (2016)
| Aflevering (seizoen) | Aflevering (serie) | Locatie   | Datum           | Kijkcijfers | Inhoud |
| -------------------- | ------------------ | --------- | --------------- | ----------- | --- |
| 1                    | 21                 | Tokio     | 3 januari 2016  | 729.000     | In deze aflevering onthult Van der Spek de Japanse oplichtingsvorm Bottakuri, een variant op de barscamtruc. Hij komt terecht in de wijk Roppongi van Tokio. Later komt hij erachter dat in Sjinjuku een ergere vorm beschikbaar is. Hier wordt hij door Afrikaanse mannen meegelokt naar verborgen bordeelbar ergens op een zolderetage, hier wordt een Zweedse toerist vastgehouden en dronken gevoerd in de hoop dat ze hem zo gewillig krijgen dat hij zijn creditcard afstaat. Van der Spek mag van het personeel niet met de Zweed praten maar weet hem toch ondanks intimidatie en bedreigingen mee naar buiten te krijgen. In Roppongi en Sjinjuku is de Yakuza, die de Afrikanen naar Japan haalt, de baas. De politie grijpt niet in, weigert iets met opgenomen bewijsmateriaal te doen, en raadt Van der Spek aan gewoon naar zijn hotel terug te gaan. Ze zijn bang. |
| 2                    | 22                 | Las Vegas | 10 januari 2016 | 762.000     | In deze aflevering onthult Van der Spek dat er op straat mensen kaartjes verkopen waarbij je korting krijgt bij een restaurant of voorrang bij een discotheek. Echter blijken deze kaartjes gewoon gratis te zijn. Tevens aandacht voor zakkenrollers en drugsdealers. Verder leven er ontzettend veel mensen op de straat die overdag stelen of bedelen en die in de nacht slapen in tunnels. |
| 3                    | 23                 | Athene    | 17 januari 2016 | 1.005.000   | In deze aflevering onthult Van der Spek dat toeristen worden meegelokt door oude mannetjes naar clubs en barretjes buiten het centrum, waar zij worden aangesproken door een mooie dame, die vraagt of ze een drankje van hem mogen, vervolgens blijft de vrouw doordrinken en bestelt zij opnieuw. Als de rekening gevraagd wordt, is deze vele malen hoger dan verwacht. De vrouw zelf drinkt niet-alcoholische drankjes, terwijl de toerist wel drank krijgt. Met die drank is bovendien nogal eens wat mis: het betreft ongezonde synthetische drank van industriële alcohol gemengd met chemische geur- en smaakstoffen. Ook aandacht voor de zakkenrollers in de metro en taximeters die het dubbele bedrag rekenen. Tevens nog wat kleine bedelarij. |
| 4                    | 24                 | Boekarest | 24 januari 2016 | 811.000     | In deze aflevering onthult Van der Spek dat een taxirit zomaar vijf keer zo duur kan zijn dan dat zou moeten. De taxichauffeurs hebben naast hun bestuurdersstoel een 'monkey', een kleine afstandsbediening waardoor ze de taximeter sneller of juist langzamer kunnen laten lopen. Zelf worden de chauffeurs door corrupte agenten afgeperst en betalen ze 'beschermingsgeld'. Verder lopen er ook nep politieagenten rond, meestal met zijn tweeën die geen uniform dragen. Ze dragen geen uniform volgens hun omdat ze undercover als burger zijn en laten hun nep badge zien en dan willen ze controleren of je geen vals geld bij je hebt. Tijdens deze controle stelen ze een deel van je geld wat ze controleren. Ook lopen er bedelaars rond en kopen daarmee Aurolac, een gevaarlijke drugs.                                                                            |
| 5                    | 25                 | Antalya   | 31 januari 2016 | 806.000     | In deze aflevering onthult Van der Spek dat toeristen die in de luxe resorts zitten en die een dagje uit boeken met de touroperator worden belazerd. Ze gaan bijvoorbeeld naar de waterval en daarna verplicht naar een door de overheid gesubsidieerde juwelier. Daar kost alles 40 tot 60 % meer dan zou moeten vanwege alle commissies die naar de touroperator of de taxi gaan. Naast de belazerde toerist baalt ook de plaatselijke nijverheid die hierdoor wordt weggeconcurreerd. |
| 6                    | 26                 | Hongkong  | 7 februari 2016 | 930.000     | In deze aflevering wordt aandacht besteed aan de handel in nagemaakte (exclusieve) horloges en andere straatverkopers. Daarnaast onthult Van der Spek de werkwijze van de bekende bait & switch-oplichters, die zich voornamelijk in elektronicawinkels voordoet. |

## Seizoen 5 (2017)
| Aflevering (seizoen) | Aflevering (serie) | Locatie      | Datum         | Kijkcijfers | Inhoud |
| -------------------- | ------------------ | ------------ | ------------- | ----------- | --- |
| 1                    | 27                 | Gran Canaria | 9 april 2017  | 733.000     | Er wordt aandacht geschonken aan elektronicawinkels die absurde prijzen voor B-merk-producten aan bejaarde vakantiegangers vragen. Bovendien worden creditcardbetalingen misbruikt om de bankrekening te plunderen. Van der Spek weet een groep opgelichte Belgen te helpen hun geld terug te krijgen. Ook wordt gekeken naar timesharing zwendel. Niet alleen is de methode van benadering opdringerig (met valse voorwendselen naar een opdringerige verkooppresentatie lokken), maar zijn de contractsvoorwaarden ongunstiger dan is voorgespiegeld. Een lichtpuntje is dat Nederlandse toeristen de firma zoveel slechte publiciteit bezorgden, dat Nederlanders en Belgen niet meer worden benaderd. |
| 2                    | 28                 | New York     | 16 april 2017 | 547.000     | Er wordt aandacht geschonken aan schimmige nep-waarzeggerijpraktijken die onschuldige mensen opzadelen met torenhoge kosten. Kwetsbare bezoekers worden tijdens een al dure eerste sessie bang gemaakt met boze geesten en ander spiritueel leed, in de hoop dat ze akkoord gaan met peperdure vervolgsessies die tot duizenden dollars kunnen oplopen. Kees confronteert drie waarzegsters die ieder vluchtig het reeds in rekening gebrachte bedrag voor de eerste sessie terugbetalen. Ook Scientology passeert de revue: de beweging adverteert met een gratis persoonlijkheidstest waaruit uiteraard allerlei problemen naar voren komen, die slechts kunnen worden verholpen door dure cursussen bij de beweging te volgen. Er wordt verder aandacht besteed aan wel héél dure fietstaxi's. De prijs is op een verdekte manier aangegeven en bedraagt tot wel 5 dollar per minuut. |
| 3                    | 29                 | Napels       | 23 april 2017 | 720.000     | Er wordt aandacht geschonken aan straatverkopers die hun klant door middel van een wisseltruc opzadelen met afval. Ze werken in grote groepen handlangers die slachtoffers afleiden, op de uitkijk staan, en desnoods de oplichters fysiek bijstaan. Als Kees de oplichters hun handelswaar afneemt en deze bij de politie als bewijs overhandigt, krijgt hij advies geen aangifte te doen; de oplichters zijn gelieerd aan de georganiseerde misdaad, de Camorra. Ook wordt er gekeken naar valsmunterij. Voor 50 euro kan 200 euro aan vals geld worden gekocht. In de wijk rondom het centraal station van Napels heeft de politie niets te vertellen; de Camorra is er heer en meester. |
| 4                    | 30                 | Tanzania     | 30 april 2017 | 872.000     | Kees gaat met zijn team in op louche geldwisselaars die illegaal geld voor je wisselen, maar het vervolgens niet of te weinig teruggeven door een wisseltruc. Ook wordt de corrupte kant van de politie van het land aan het licht gebracht. |
| 5                    | 31                 | Riga         | 7 mei 2017    | 804.000     | Met een verborgen camera gaan ze op zoek naar oplichters in Letland, specifiek de stad Riga. Hier ontdekken ze hoe men toeristen veel geld laat betalen voor drankjes in louche clubs en hoe men toeristen drogeert, waarna hun creditcard geplunderd wordt. Kees zelf raakt gedrogeerd, en wordt verhinderd een bewusteloze gedrogeerde medetoerist te helpen. Hij ontsnapt voordat ook hij onderuit gaat, maar als hij de volgende dag verhaal komt halen beweert de bediening van niets te weten. Een barkeeper in een naburige bar vertelt echter dat dit al jaren aan de gang is en dat hij zijn klanten waarschuwt er weg te blijven. Er bestaan in Riga meerdere van dit soort bars en ze zijn meestal eigendom van de Russische maffia. Ze veranderen telkens van naam en officiële eigenaar wanneer de grond te heet onder hun voeten wordt.                                    |
| 6                    | 32                 | Sri Lanka    | 14 mei 2017   | 803.000     | Ze komen in contact met lokale oplichters die oude valse Nederlandse VOC-munten verkopen, zogenaamd door duikers opgedoken uit scheepswrakken. De veelvoorkomende minder waardevolle munten zijn inderdaad echt, maar de zeldzamere waardevolle munten zijn nep. Ze worden gemengd en in pakketjes voor enkele tientallen euro aangeboden. Na wat overtuiging toont men hoe ze de nepmunten in hun eigen achtertuin maken. Na wat onderzoek komt men er tevens achter dat andere oplichters voor ongezien hoge prijzen juwelen verkopen aan toeristen en deze veel minder waard zijn dan de verkopers beweren. |

## Seizoen 6 (2018)
| Aflevering (seizoen) | Aflevering (serie) | Locatie     | Datum         | Kijkcijfers | Inhoud |
| -------------------- | ------------------ | ----------- | ------------- | ----------- | --- |
| 1                    | 33                 | Krakau      | 19 april 2018 | 423.000     | In het centrum van Krakau bevinden zich seksbars waar toeristen met barscams worden binnengelokt door proppers, dronken gevoerd en een hoge rekening gepresenteerd. Kees' creditcard weigert omdat de bars op zwarte lijsten van banken en creditcardmaatschappijen staan. Wanneer Kees een andere klant waarschuwt, wordt hij door uitsmijters mishandeld en uit de club verwijderd. Verder worden tripjes naar Auschwitz van 19 tot over de 100 euro aangeboden, terwijl een treinkaartje maar 2 euro kost. Ook aandacht voor foute wisselkantoren die met een gunstige (verkoopprijs) voor zloty adverteren maar tegen een veel slechtere verdekt aangegeven koers wisselen, waardoor wel 25% van het bedrag wordt ingepikt. Kees plakt stickers met de werkelijke wisselkoers op de koersborden, wat de eigenaars niet kunnen waarderen. |
| 2                    | 34                 | Nairobi     | 26 april 2018 | 441.000     | Het team gaat op zoek naar een man die onder een valse, Amerikaanse identiteit een Nederlandse vrouw voor veel geld heeft opgelicht middels een combinatie van Nigeriaanse oplichting en datingfraude. Ze sporen de man op die samen met een handlanger wordt gearresteerd door de Keniaanse politie. Ook gaat het team op bezoek bij een waarzegger die veel geld vraagt voor een uit de duim gezogen voorspelling, maar dit blijkt een gevaarlijke onderneming; de sloppen van Nairobi zijn voor toeristen onveilig. |
| 3                    | 35                 | Los Angeles | 3 mei 2018    | 280.000     | Een aflevering in het teken van daklozen die verkleed als iconische karakters op straat uiterst hoge bedragen vragen voor een foto. Bij een negatieve reactie of reclamering worden toeristen uitgescholden. Verder zijn er een Beverly Hills-tours langs de huizen van filmsterren; de verschillen in prijs zijn enorm. Los van het ethische bezwaar dat de filmsterren er zelf hun buik vol van hebben om als apen in een dierentuin bezichtigd te worden, zijn veel huizen niet eens van de betreffende sterren. Verder worden recepten voor medisch gebruik van marihuana voor meer dan 200 dollar verkocht, terwijl marihuana al gelegaliseerd is. Ook weet Van der Spek voor 200 dollar een namaak-greencard te laten maken. |
| 4                    | 36                 | Londen      | 10 mei 2018   | 399.000     | Kinderarbeid en bedelen rond de straten van Harrods. Verschillende bedelaarsbenden hanteren verschillende trucs en zielige verhalen om toeristen geld af te troggelen, en aarzelen vaak niet kleine kinderen in te zetten die tegen betaling te huur zijn. De groepen bedelaars staan op niet al te goede voet met elkaar, en Kees is dan ook getuige van een confrontatie. Waarnaast ook eens goed gekeken wordt naar de wereld van het openbaar vervoer in de straten van London. Fietstaxichauffeurs lichten toeristen op met peperdure ritjes, en 'black cab' chauffeurs klagen over concurrentie door Uber, dat echter wel betere en goedkopere kwaliteit levert en derhalve de traditionele 'black cab' langzaam wegconcurreert. |
| 5                    | 37                 | Phuket      | 17 mei 2018   | 488.000     | In deze aflevering staat corruptie bij de politie centraal. Handelaars proberen hun nijverheid te verbergen omdat de politie hen anders afperst. Verder blijkt dat toeristen veel harder worden beboet dan Thai; het verschil wordt door de agenten achterover gedrukt. Wie niet kan of wil betalen, wordt gevangengezet. Daarom zal Kees toch echt even de "helmloze" belasting moeten betalen voor een motorritje. Verder aandacht voor barmeisjes, die in bars rondhangen en met mannelijke toeristen aan de praat proberen te komen om ze over te halen tot dure drankjes of betaalde seks. Wee het gebeente van de toerist die verliefd wordt op zo'n oplichtster, hij wordt financieel uitgekleed. In een boeddhistische tempel worden plastic Boeddha-beeldjes verkocht als zijnde goud. De politie neemt echter de tempel in bescherming want met het geloof mag niet worden gespot; reclamerende toeristen kunnen zelfs worden opgepakt wegens 'oneerbiedig gedrag'. Wie klaagt vangt altijd bot of krijgt de kous op zijn kop, want kritiek wordt niet getolereerd. |
| 6                    | 38                 | Kathmandu   | 24 mei 2018   | 521.000     | In Kathmandu worden toeristen aangeklampt door bedelaars met een baby die vragen of de toerist melk voor de baby wil kopen. Vervolgens wordt op kosten van de toerist voor tientallen euro's geshopt waarna de oplichters de producten terugbrengen en de opbrengst met de eigenaar delen. Als Kees zich de eerste keer opzettelijk laat oplichten, treft hij de dag erna de oplichter een alcoholroes op straat uitslapend aan, hetgeen de bestemming van het geld doet vermoeden. Ook worden toeristen door gidsen naar winkels gelokt waar ze veel te dure producten aangesmeerd krijgen en de gids een commissie ontvangt. Verder aandacht voor frauduleuze weeshuizen, die grof geld verdienen aan het uitbuiten voor kinderen door toeristen om giften te vragen, ouders om leefgeld vragen (uiteraard zijn de kinderen in dit geval geen wezen), illegale adopties regelen, of zelfs kinderen prostitueren voor sekstoeristen. |